# Kanton Juvigny-le-Tertre
Juvigny-le-Tertre is een voormalig kanton van het Franse departement Manche. Het kanton maakte deel uit van het arrondissement Avranches.
Het kanton werd op 22 maart 2015 opgeheven en de gemeenten werden opgenomen in het kanton Isigny-le-Buat.

## Gemeenten
Het kanton Juvigny-le-Tertre omvatte de volgende gemeenten:
- La Bazoge
- Bellefontaine
- Chasseguey
- Chérencé-le-Roussel
- Juvigny-le-Tertre (hoofdplaats)
- Le Mesnil-Adelée
- Le Mesnil-Rainfray
- Le Mesnil-Tôve
- Reffuveille